# NGC 4664
NGC 4664 (NGC 4624, NGC 4665) je prečkasta spiralna galaktika u zviježđu Djevici. Naknadno je utvrđeno da su NGC 4624 i NGC 4665 iste galaktike.

## Vanjske poveznice
- (engl.) SEDS: NGC 4664
- (engl.) Revidirani Novi opći katalog
- (engl.) Izvangalaktička baza podataka NASA-e i IPAC-a
- (engl.) Astronomska baza podataka SIMBAD
- (engl.) VizieR